# حسين آباد خدابندة (مقاطعة فهرج)
حسين‌آباد خدابندة (بالفارسية: حسین‌آباد خدابنده) هي قرية تقع في ناحية نغين كوير في إيران. يقدر عدد سكانها بـ 155 نسمة .